# The Desert Wind
The Desert Wind ist ein Jazzalbum von Dennis González New Dallasangeles. Die in Dallas am 3. und 11. April 1989 entstandenen Aufnahmen erschienen am 16. Mai 1994 auf Silkheart Records.

## Hintergrund
Dennis González hatte im Februar 1988 mit seiner Formation New Dallasorleanssippi das Album Debenge-Debenge eingespielt; beteiligt an den Aufnahmen waren unter anderen auch der Tenorsaxophonist Charles Brackeen, der Bassist Henry Franklin und der Schlagzeuger Alvin Fielder, die schließlich an González’ folgendem Bandprojekt mitwirken sollten, Dennis Gonzales & New Dallasangeles. Der Band gehörten außerdem Kim Corbet (Posaune), Michael Session (Sopran-, Alt- und Tenorsaxophon) und Michael Kruge am Cello an. Die Bandbezeichnung „New Dallasangeles“ spielt darauf an, dass Henry Franklin, Michael Session und Charles Brackeen sämtlich aus Los Angeles stammen, während alle anderen, wie auch der Bandleader, aus dem Raum Dallas (bzw. aus den Südstaaten) kamen.

## Titelliste
- Dennis González New Dallasangeles: The Desert Wind (Silkheart SHCD 124)[1]

1. Hymn for Julius Hemphill 14:10
2. Aamriq'aa 11:06
3. The Desert Wind (The Breath of Jehovah) 18:39
4. Battalion of Saints 5:20
5. Max-well (Alvin Fielder) 11:00

Wenn nicht anders vermerkt, stammen die Kompositionen von Dennis González.

## Rezeption
Die Kritiker Richard Cook und Brian Morton vergaben dem Album 1993 in der zweiten Auflage des Penguin Guide to Jazz dreieinhalb Sterne und schrieben, das Album beginne mit der schwermütigen Hymne für Julius Hemphill (der dann 1995 starb); Michael Kruges Cellospiel schaffe die entsprechende Stimmung, bevor Brackeen und schließlich González zu ihren turbulenten Soli ansetzen würden.
„Die neueste New Dallassomething-CD beginnt vielversprechend mit einer erhebenden, aber überraschend federnden Hymne namens ‚Hymn for Julius Hemphill‘“, schrieb Robert L. Campbell im Cadence Magazine (Juni 1993). Brackeens trockenes Tenorsaxophon mache eine starke Aussage; Gonzalez klinge wie Don Cherry an einem Tag mit sonnigem Himmel und gutem Ansatz; Michael Sessions Altsaxophon greife nach den Sternen. Das Album sei hörenswert.